# Monchaux-Soreng
Monchaux-Soreng település Franciaországban, Seine-Maritime megyében. Lakosainak száma 613 fő (2022. január 1.). Monchaux-Soreng Bouttencourt, Bazinval, Blangy-sur-Bresle, Dancourt, Guerville, Longroy, Gamaches és Rieux községekkel határos.

## Népesség
A település népességének változása:
| Lakosok száma | 648  | 650  | 671  | 654  | 643  | 633  | 622  | 616  | 613  |
|               | 2013 | 2015 | 2016 | 2017 | 2018 | 2019 | 2020 | 2021 | 2022 |